# 荒山合战
荒山合戰，天正10年（1582年）6月爆发。是佐久間盛政、前田利家率領的聯合軍，與上杉景勝、溫井景隆及石動山眾徒率領的聯合軍，為爭奪能登所爆發的戰役。

## 背景
天正10年（1582年）6月2日，織田信長於本能寺之變遭明智光秀襲擊而自殺。
石動山眾徒由於之前寺領被信長削減，而秘密規劃奪回能登，並向越後國的上杉景勝要求援軍，之後上杉氏保護的畠山氏遺臣溫井景隆、三宅長盛兩兄弟，於6月23日夜半開始興建荒山砦，在確認上杉將派出援軍後，畠山舊臣溫井景隆、三宅長盛打算一舉將前田利家勢力趕出能登。同時由於本能寺之變後，舊武田領地爆發一揆，瀧川一益於神流川之戰戰敗後逃回伊勢，不可能發動越後侵攻，因此上杉景勝也打算奪回能登，而開始入侵。

## 展開
溫井、三宅兄弟與遊佐長員聯合上杉景勝的援兵，循海路於6月23日早上自冰見女良浦上陸，登上石動山，之後，與般若員快存、大宮坊立玄、大和坊覚笑及火宮坊率領的眾徒合流，總兵力達4300人。6月24日，於石動山附近的荒山城（桝形山）興建堡柵，與前田利家對峙。
利家向加賀國尾山城主佐久間盛政及越前國北之庄城主柴田勝家求援後，自己先率兵3000前往石動山，於石動山與荒山中間的柴峠布陣，並向石動山的溫井景隆、三宅長盛兄弟的軍勢急襲，成功地將石動山與荒山敵軍切成2段。
同時間，佐久間盛政率2500兵，本來打算攻擊石動山南麓的高畠村，但知道敵軍被切成2段後，直接進攻荒山城。溫井景隆、三宅長盛兄弟及遊佐長員先後被佐久間盛政討死，利家命伊賀的倫組50餘人放火燒毀伽藍，上杉、溫井聯合軍被滅。
溫井景隆、三宅長盛兄弟及遊佐長員的首級，於大芝峠曝曬。隔天早上，前田利家於濃霧中進攻石動山，放火燒毀堂塔、坊舎。石動山眾徒及上杉勢猝不及防，連武器都被燒毀，依時間大火蔓延，上杉景勝派出的援軍3000人，於虻之島看到大火後，向越後撤退。
1. ↑  『荒山合戦記』